# Drimia numidica
Drimia numidica là một loài thực vật có hoa trong họ Măng tây. Loài này được (Jord. & Fourr.) J.C.Manning & Goldblatt mô tả khoa học đầu tiên năm 2003.